# Quercus argentata
Espèce
Classification phylogénétique
Quercus argentata est une espèce d'arbres du sous-genre Cyclobalanopsis. L'espèce est présente à Bornéo, à Sumatra, au Malacca et dans l'ouest de Java.